# Уархаг
Уарха́г (староосет. «волк») — родоначальник нартов в осетинском нартском эпосе. Муж Сайнагон, отец близнецов Ахсара и Ахсартага. От Ахсартага впоследствии происходит род Ахсартагката — военных вождей нартов.

## Мифология
Уархаг отправляет своих сыновей охранять золотое яблоко в своём саду, откуда по следам подстреленной птицы Ахсартаг направляется в подводное царство и берёт там в жёны Дзерассу. После трагической гибели братьев-близнецов у Дзерассы рождаются сыновья-близнецы Урызмаг и Хамыц, которые быстро вырастают и находят своего деда Уархага, очищают его старинную башню, приводят в порядок жилище («хадзар»). Побрив его лохматую голову, сбрив бороду, они видят, что он выглядит совсем молодо, и приводят в древнюю башню Дзерассу, которую Уархаг берёт в жёны. Через год после женитьбы умирает Уархаг, ещё через год умирает Дзерасса.

## Этимология
Имя Уархаг переводится со староосетинского как волк (скифское varka). Возможно, это как-то связано с тем, что у предков осетин волк был тотемическим символом. Интересно сходство c римской (Ромул и Рем) и греческой (Диоскуры) мифологией.